# Ctenus jucundus
Ctenus jucundus là một loài nhện trong họ Ctenidae.
Loài này thuộc chi Ctenus. Ctenus jucundus được Tord Tamerlan Teodor Thorell miêu tả năm 1897.